# Alexandra Borbély
Alexandra Borbély (Nitra, 4 settembre 1986) è un'attrice slovacca di lingua ungherese.
Alexandra Borbély ha conseguito la maturità a Komárno e all'Alta scuola di arti musicali di Bratislava, in seguito si è trasferita a Budapest per studiare recitazione. Dopo la laurea conseguita nel 2012 all'Università del Teatro e del Cinema di Budapest, ha lavorato al Teatro József Katona di Budapest. Nel 2017 ha vinto il premio per la migliore attrice allo European Film Awards 2017 per il ruolo di protagonista in Corpo e anima di Ildikó Enyedi.

## Filmografia
- Swing (2014)
- Corpo e anima (2017)